# Kleinweismannsdorf
Kleinweismannsdorf (fränkisch: Waimeasch-doaf) ist ein Gemeindeteil des Marktes Roßtal im Landkreis Fürth (Mittelfranken, Bayern). Kleinweismannsdorf liegt in der Gemarkung Großweismannsdorf.

## Geographie
Durch das Dorf fließt der Zwieselbach. Der Ort bildet mit dem nordöstlich gelegenen Großweismannsdorf eine geschlossene Siedlung und ist unmittelbar von Acker- und Grünland mit vereinzeltem Baumbestand umgeben. Im Westen wird die Flur Tränkäcker genannt, im Südwesten Bodenfeld, im Nordosten Steingaßfeld und im Osten Hochstraßfeld und Kühbuck.
Die Staatsstraße 2409 verläuft nach Großweismannsdorf zur Bundesstraße 14 (0,3 km nördlich) bzw. nach Regelsbach (1,7 km südöstlich). Eine Gemeindeverbindungsstraße verläuft nach Defersdorf (2,5 km südwestlich).

## Geschichte
In der Urkunde von 1255 wurde mit dem Ritter Albrecht oder Albertus Rindsmaul von Grünsberg (Rindismul von Grundesperc) ein Mann genannt, der mit dem Kloster Heilsbronn einen Rechtsstreit hatte. Er nahm seine gegen das Kloster gerichteten Angriffe „in der Ortschaft die Minus Wizmannesdorf genannt wird“ auf Bitten der Mönche zurück. Zugleich verzichtete er gegenüber dem Kloster auf alle Rechte in „villa Minus Wizmannesdorf“. Das Bestimmungswort des Ortsnamens ist der Personenname Wizman. Insgesamt erwarb das Kloster dort vier Höfe.
Gegen Ende des 18. Jahrhunderts gab es in Kleinweismannsdorf fünf Anwesen (zwei Höfe, ein Halbhof, ein Gut, ein Hirtenhaus). Das Hochgericht übte das brandenburg-bayreuthische Stadtvogteiamt Markt Erlbach im begrenzten Umfang aus. Es hatte ggf. an das brandenburg-ansbachische Richteramt Roßtal auszuliefern. Die Dorf- und Gemeindeherrschaft hatte das Kastenamt Dietenhofen-Bonnhof. Das Kastenamt Bonnhof war alleiniger Grundherr.
Von 1797 bis 1808 unterstand der Ort dem Justiz- und Kammeramt Cadolzburg. Im Rahmen des Gemeindeedikts wurde Kleinweismannsdorf dem 1808 gebildeten Steuerdistrikt Großweismannsdorf und der im selben Jahr gegründeten Ruralgemeinde Großweismannsdorf zugeordnet.
Im Rahmen der Gebietsreform in Bayern wurde Kleinweismannsdorf am 1. Mai 1978 nach Roßtal eingemeindet.

### Baudenkmal
- Heilsbronner Str. 3: Wohnstallhaus[11]

### Einwohnerentwicklung
| Jahr      | 001818 | 001840 | 001861 | 001871 | 001885 | 001900 | 001925 | 001950 | 001961 | 001970 | 001987 | 001997 | 002007 | 002018 | 002023 |
| Einwohner | 50     | 51     | 62     | 60     | 76     | 52     | 61     | 133    | 87     | 184    | 317    | *349   | *314   | *323   | *313   |
| Häuser    | 9      | 9      |        |        | 9      | 9      | 8      | 12     | 17     |        | 71     |        |        |        |        |
| Quelle    | [ 13 ] | [ 14 ] | [ 15 ] | [ 16 ] | [ 17 ] | [ 18 ] | [ 19 ] | [ 20 ] | [ 21 ] | [ 22 ] | [ 23 ] | [ 1 ]  | [ 1 ]  | [ 1 ]  | [ 1 ]  |

## Religion
Der Ort ist seit der Reformation evangelisch-lutherisch geprägt und bis heute nach St. Georg (Regelsbach) gepfarrt. Die Einwohner römisch-katholischer Konfession sind nach Christkönig (Roßtal) gepfarrt.